# François Siméon Bézard
Pour les articles homonymes, voir Bézard.
François Siméon Bézard, né à Rogny-les-Sept-Écluses (Yonne) le 8 octobre 1760, mort à Amiens (Somme) le 26 novembre 1849, est un homme politique français sous la Révolution française et l'Empire.

## Biographie
Fils d'Etienne Bézard, notaire au bailliage et duché de Châtillon, et de Madeleine Perroy, il épouse le 26 octobre 1790 Marie Maupin Duclozeau. 
Il est avocat lorsque la Révolution française éclate.
Chef de légion du district de Clermont (Oise), il est élu le 6 septembre 1792 par le département de l'Oise à la Convention en tant que suppléant de Thomas Payne, un des fondateurs de la République américaine et partisan d'une République européenne. Lorsque celui-ci opte pour un siège de député dans le département du Pas-de-Calais, il prend donc sa place le 22 septembre 1792. Il est alors membre de la loge maçonnique "Le Centre des Amis". Dans le procès de Louis XVI, il vote pour la mort du roi et son exécution dans les 24 heures. Il est envoyé en mission, avec Thibault, au château de Chantilly afin d'y dresser l'inventaire (24 mars 1793).
Après la Chute de Robespierre, il participe à la réaction contre les anciens Montagnards. Il est envoyé en Vendée le 4 septembre 1794. Il est autorisé à revenir à Paris par un décret du 26 avril 1795. Il intervient 123 fois à la Convention.
Il devient membre du Conseil des Cinq-Cents par la réélection des deux tiers de cette assemblée. 
Après le coup d'État du 18 brumaire, il est nommé au Tribunat où il s'oppose à la politique de Bonaparte. Il est supprimé de cette assemblée en 1802. 
Il devient ensuite procureur impérial auprès du tribunal civil de Fontainebleau où il exerce jusqu'en 1811. Il est ensuite appelé à devenir conseiller en la cour d'Amiens. Il quitte ce dernier emploi lors de la première restauration en 1814. En 1816, à la suite du vote de la loi sur les régicides, il est contraint à l'exil en tant que régicide. 
Il ne rentre en France qu'après la révolution de Juillet en 1830.

## Sources
- « François Siméon Bézard », dans Adolphe Robert et Gaston Cougny, Dictionnaire des parlementaires français, Edgar Bourloton, 1889-1891 [détail de l’édition]
- CUVILLIERS Vincent, FONTAINE Mathieu et MOULIS Philippe, "BEZARD, François Siméon", dans Michel Biard, Philippe Bourdin et Hervé Leuwers (dir.), Dictionnaire des Conventionnels (1792-1795), Ferney-Voltaire, Centre international d’étude du XVIIIe siècle, 2022, p. 100-101.